# Ceresa taurina
Ceresa taurina is een halfvleugelig insect uit de familie bochelcicaden (Membracidae).
De lichaamskleur is helder groen, het doornachtige uitsteeksel van het pronotum of halsschild wijst naar achteren en heeft twee puntige uitsteeklsels aan de voorzijde die naar voren wijzen. Met enige fantasie doet dit denken aan de hoorns van een stier en hieraan is de wetenschappelijke soortnaam taurina te danken, dat afgeleid is van het Latijnse taurus, 'stier'. De cicade heeft een sterk gewelfde lichaamsvorm met grote vleugels en lijkt voor andere dieren uiterlijk sprekend op een jong blaadje met stekels.
Ceresa taurina voedt zich met verschillende planten, waarbij de sappen worden opgezogen door de zuigsnuit of rostrum. De eiwitten worden door de cicade opgenomen maar de suikers zijn niet verteerbaar en worden weer uitgescheiden als een zoete vloeistof genaamd honingdauw. Mieren zijn hier dol op en zuigen de vloeistof op weren vijanden en parasieten van de cicade om hun voedselbron te beschermen. De cicaden leven onder andere van planten die door de mens worden gebruikt als bron van voedsel, zoals framboos, appel- en peer.